# Georg Friedrich Ziebland

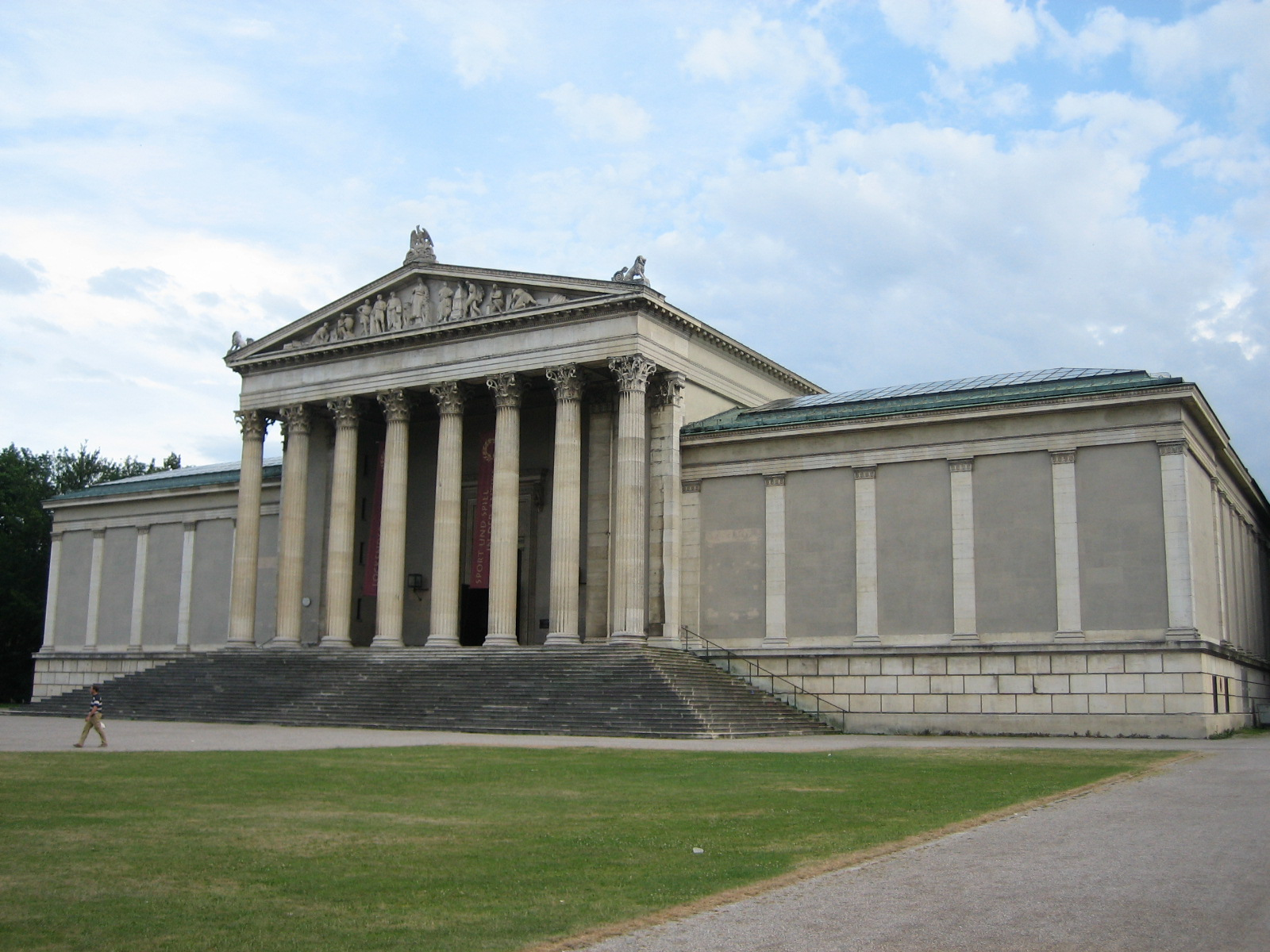
Staatliche Antikensammlungen de Munich sur la Königsplatz

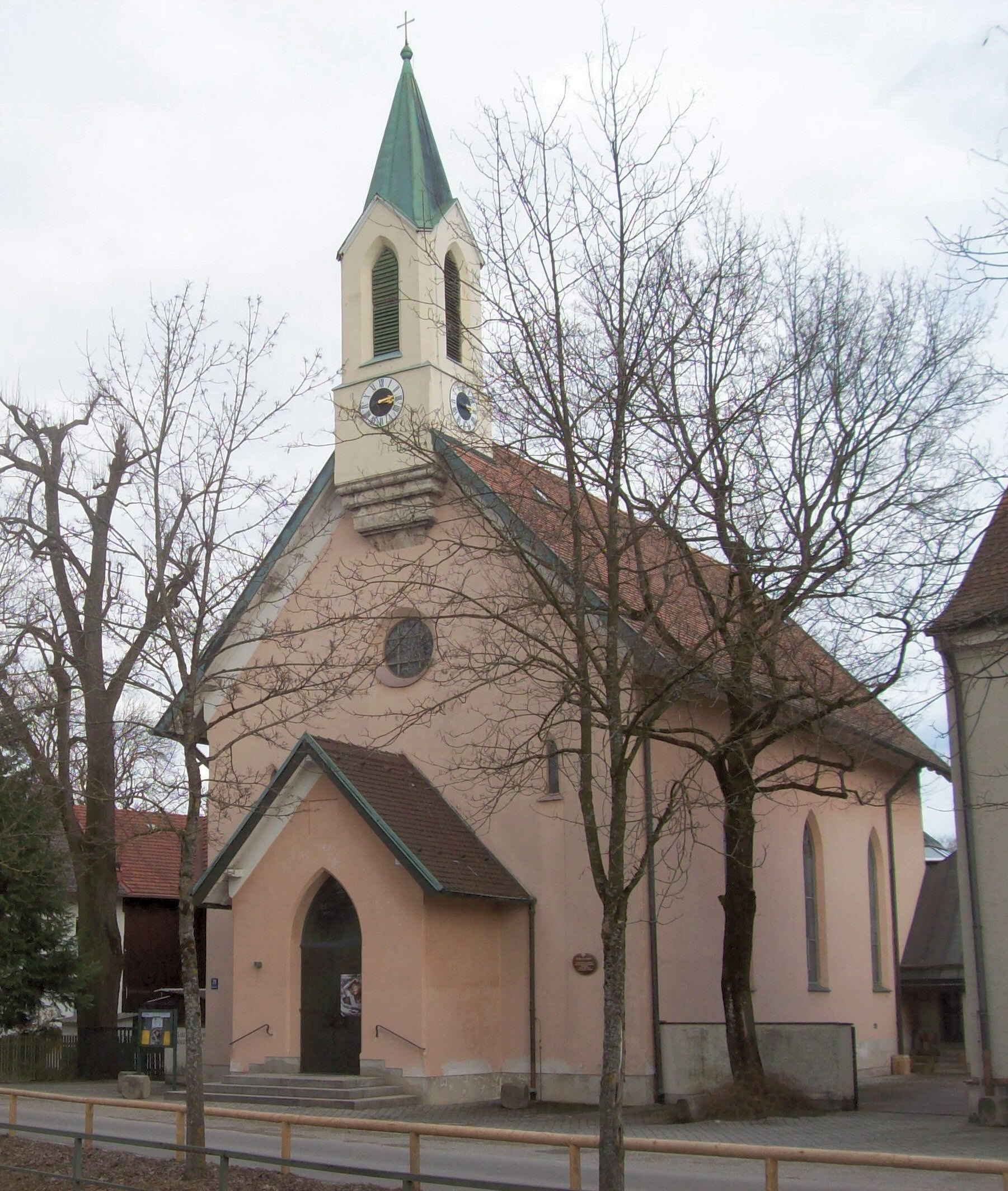
Église protestante St-Paul de Perlach, en 1849

Georg Friedrich Ziebland (né le 1er février 1800 à Ratisbonne et décédé le 24 janvier 1873 à Munich) est un architecte allemand.

## Biographie
Il étudie à l'académie des beaux-arts de Munich avec pour professeur d'architecture Karl von Fischer et Friedrich von Gärtner. Il a pour camarade de classe Joseph Daniel Ohlmüller avec qui il collabore régulièrement par la suite, comme sur le projet de Hohenschwangau. Ziebland utilise surtout le Rundbogenstil, c'est-à-dire un style d'inspiration romaine avec de nombreux arcs, la période du début du christianisme et les débuts de Byzance l'influencent considérablement avec l'usage de combinaison de briques et de terre cuite dans ses constructions, par exemple l'église Saint-Boniface. Elle a été conçue après un voyage en Italie ordonné par Louis Ier pour qu'il étudie les basiliques romaines. Ziebland est également professeur d'architecture à l'académie des beaux-arts de Munich et siège par la suite à son conseil d'administration.
En 1864, il reçoit l'ordre bavarois de Maximilien pour la science et l'art ainsi que Pour le Mérite pour la science et l'art.

## Construction (sélection)
- 1820 : Fin des travaux du théâtre de la cour commencé par Karl von Fischer
- 1839 : Fin des travaux de l'église Notre-Dame-de-Bon-Secours de Munich après la mort de Joseph Daniel Ohlmüller
- 1838-1845 : Église Saint-Boniface de Munich
- 1838-1848 : Collections d'Antiquités de l'État bavarois de Munich sur la Königsplatz
- 1839-1850 : Fin des travaux du château de Hohenschwangau débuté par Domenico Quaglio près de Füssen
- 1849 : Église protestante Saint-Paul à Perlach